# Dark Chronicle
Dark Chronicle (ダーククロニクル) (släpptes med namnet Dark Cloud 2 i Nordamerika) är ett rollspel (rpg) utvecklat av Level-5 och släppt av Sony Computer Entertainment den 28 november 2002 i Japan, den 17 februari 2003 i Nordamerika, den 10 september 2003 i Europa och den 12 september 2003 i Storbritannien. Det är en efterträdare till spelet Dark Cloud, och innehåller några av samma världs-uppbyggnads mekaniker. Konceptet Tidsresande återvänder också från det tidigare spelet, men i mycket större kapacitet. Spelaren kontrollerar två huvudpersoner, Max och Monica, som kommer från nutiden, respektive framtiden för att stoppa Emperor Griffons onda planer.

## Spelform
Huvudsakligen är Dark Chronicle ett aktion/rollspel med inslag från "dungeon crawl" spel. Spelaren tar sig fram genom en serie slumpmässigt skapade banor, som periodvis bryts av med bestämda platser där man antingen bevittnar en scen eller möter en boss. I banorna kan spelaren hitta diverse material och "geostones" som är nödvändigt för "Georama".
Utanför banorna ligger fokus huvudsakligen på "Georama-systemet", där spelaren fått uppdraget att återuppbygga vissa platser för att kunna återställa framtiden. Genom att hämta "Geostones" från banorna får spelaren riktlinjer för platsen och planer för att bygga objekt (såsom hus, broar etc.) som behövs för att följa de nämnda riktlinjerna. Tillsammans med uppbyggnaden av infrastrukturen, måste platsen befolkas med invånare från Max hemstad Palm Brinks.
Målet för varje Georama plan är att göra klart så många av de ca 10 målen för varje plan som möjligt. Medan några objektiv är nödvändiga för att avancera i handlingen så är flertalet valfria men ger belöningar om spelaren klarar alla. Temat att återuppbygga en delvis utplånad värld är ärvt från Dark Cloud, fast den här gången använder spelaren en stor maskin kallad "Carpenterion". Färdigställandet av Georamaplanen i nutiden reparerar framtiden, låser upp nya föremål och filmklipp som hjälper dig med spelandet.